# Opostegoides thailandica
Opostegoides thailandica là một loài bướm đêm thuộc họ Opostegidae. Nó được miêu tả bởi Puplesis và Robinson năm 1999, và được tìm thấy ở tỉnh Loei ở Thái Lan.